# آنا دوي
آنا دوي (باليابانية: 土井杏南؛ بالكانا: どい あんな) هي عداءة سريعة يابانية، ولدت في 24 أغسطس 1995 في طوكيو في اليابان.

## وصلات خارجية
- آنا دوي على موقع الاتحاد الدولي لألعاب القوى (الإنجليزية)
- آنا دوي على موقع أوليمبيديا (الإنجليزية)